# Divín (Příčina)
Divín je samota v okrese Rakovník. Náležela pod obec Příčina. 15. října 2006 v ní žilo 5 obyvatel.

## Historie
Tato usedlost vznikla přibližně v 16. století jako zástavní hospoda pro obchodníky jedoucí po hřebečské cestě. Takto zde sloužila až do té doby, než se hospoda rozdělila a oba domy si přivlastnili bratři, již hospodu vlastnili.

## Pamětihodnosti
- Hřebečníková cesta